# Time kommune
Time er en kommune i Jæren, Rogaland fylke i Norge. Kommunen grænser til Sandnes i nord, til Gjesdal i øst, til Bjerkreim og Hå i syd og Klepp i vest.
Den største by er Bryne, som fik bystatus 1. januar 2001. Andre byer er Frøyland, Kvernaland, Lyefjell og Undheim. Dele af Kvernaland ligger i Klepp kommune. Dele af grænsen til Klepp kommune går gennem Frøylandsvatnet.

## Erhvervsliv
Landbruget og husdyrholdet er betydeligt i kommunen, med blandt andet hønse-, fåre-, kvæg- og svinehold. Industrien beskæftiger alligevel omtrent dobbelt så mange.
Bryne Mølle er sammen med Storstova Jærens regionale kulturhus.